# マウント・クーサ
マウント・クーサ(Mount Coot-tha)はオーストラリア、クイーンズランド州ブリスベンのサバーブ（都市部の行政区画）であるとともに、山の名称でもある。ここでは山の名称をクーサ山、サバーブの名称をマウント・クーサとした。

## 概要
クーサ山は標高287mであり、タイラー山地の東麓に位置する。ブリスベンの中央業務地区の西部6kmにあり、主要なランドマークであり、ブリスベン市内から望むことができる。
モートン湾周辺を植民地化する以前、マウント・クーサはアボリジニのターバル族が生活していた。アボリジニは土着のミツバチから捕れるハチミツ（ハチミツはターバル族の言語で‘ku-ta’と呼ばれる）を採集するためにこの山を訪れていた。初期のブリスベンに入植した人々は、山頂部が皆伐された時、一本の大きなユーカリだけが残されたことから、ワン・ツリー・ヒル(One Tree Hill)と呼んでいた。その後、1880年にレクリエーション公園として整備される際に、現地の言語から派生したマウント・クーサという名称がワン・ツリー・ヒルという名称に取って代わった。

## 観光・レクリエーション
クーサ山の山頂付近のサミット展望台にはカフェやレストラン、土産やがあり、ブリスベンの観光地の一つとなっている。またクーサ山の山麓にあるブリスベン植物園もまた観光地の一つとなっているほか、市民の憩いの場としてもよく使われ、様々なイベントも行われる。

### 展望台

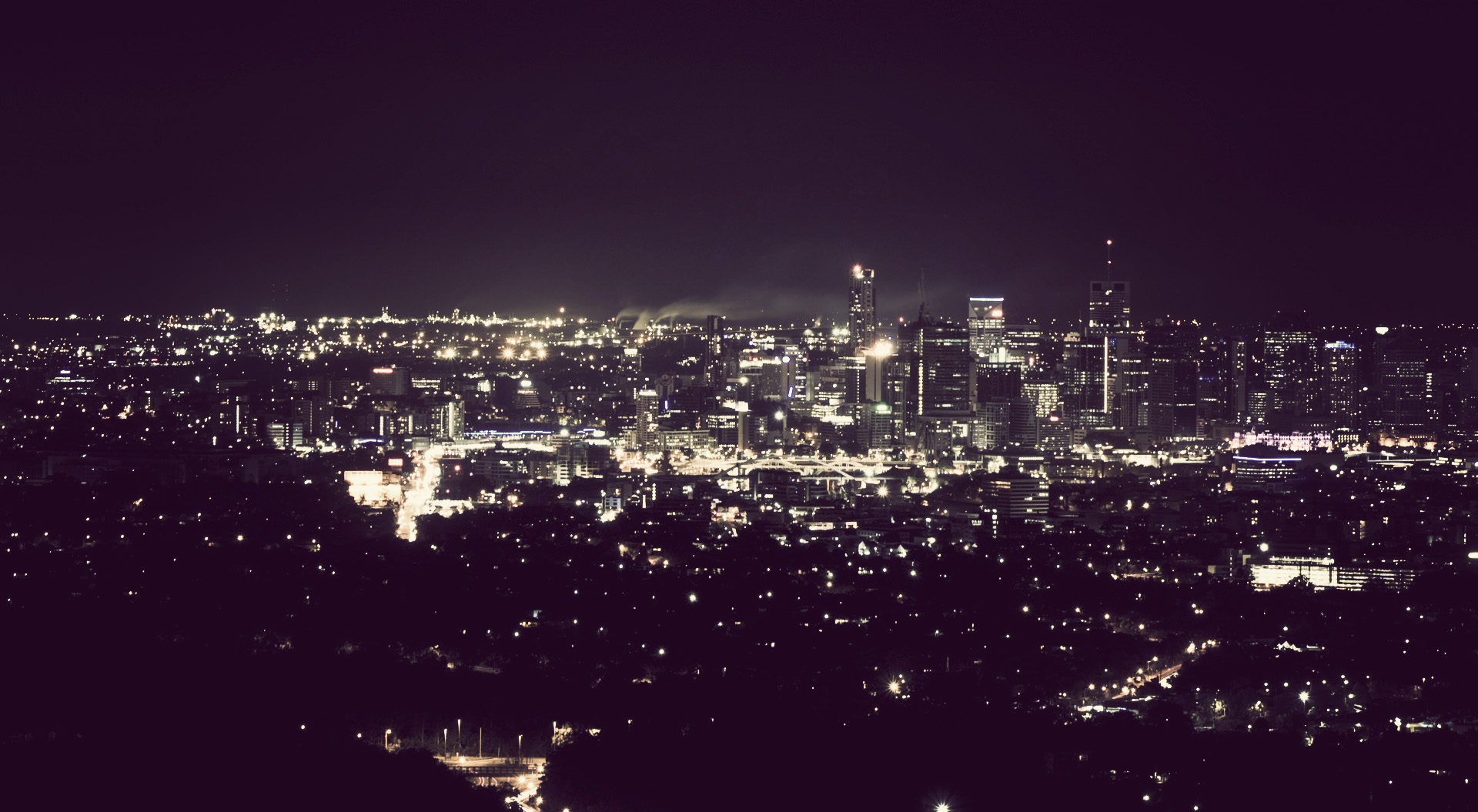
サミット展望台からのブリスベンの夜景

展望台やレストラン、カフェからはシティを展望することができる。またレストランに隣接するかたちで、式典会場がある。イギリスの天文学者であるパトリック・ムーア卿は、1988年にクーンズランドのトゥーオングの南部にあるサザン天文学協会のディナーのゲストスピーカーとして招かれ、展望台で南半球の星空について夜間に公衆講座を行った。

### サー・サミュエル・グリフィス道路
サー・サミュエル・グリフィス道路は、展望台、カフェ、土産ややレストランなどを含む観光用周回道路である。クーサ山の麓から展望台への道路は、ブリスベン大都市圏や地平線を望むことのできる道路であり、また急峻で曲がりくねっている。

### マウント・クーサ保護区
マウント・クーサ保護区はJCスローター滝などを含む1500ヘクタール以上の灌木地帯からなり、多くの野生動物が生息する。マウント・クーサ保護区はダギラー国立公園と隣接しており、合計で25,000ヘクタール以上になる。

### ブリスベン植物園

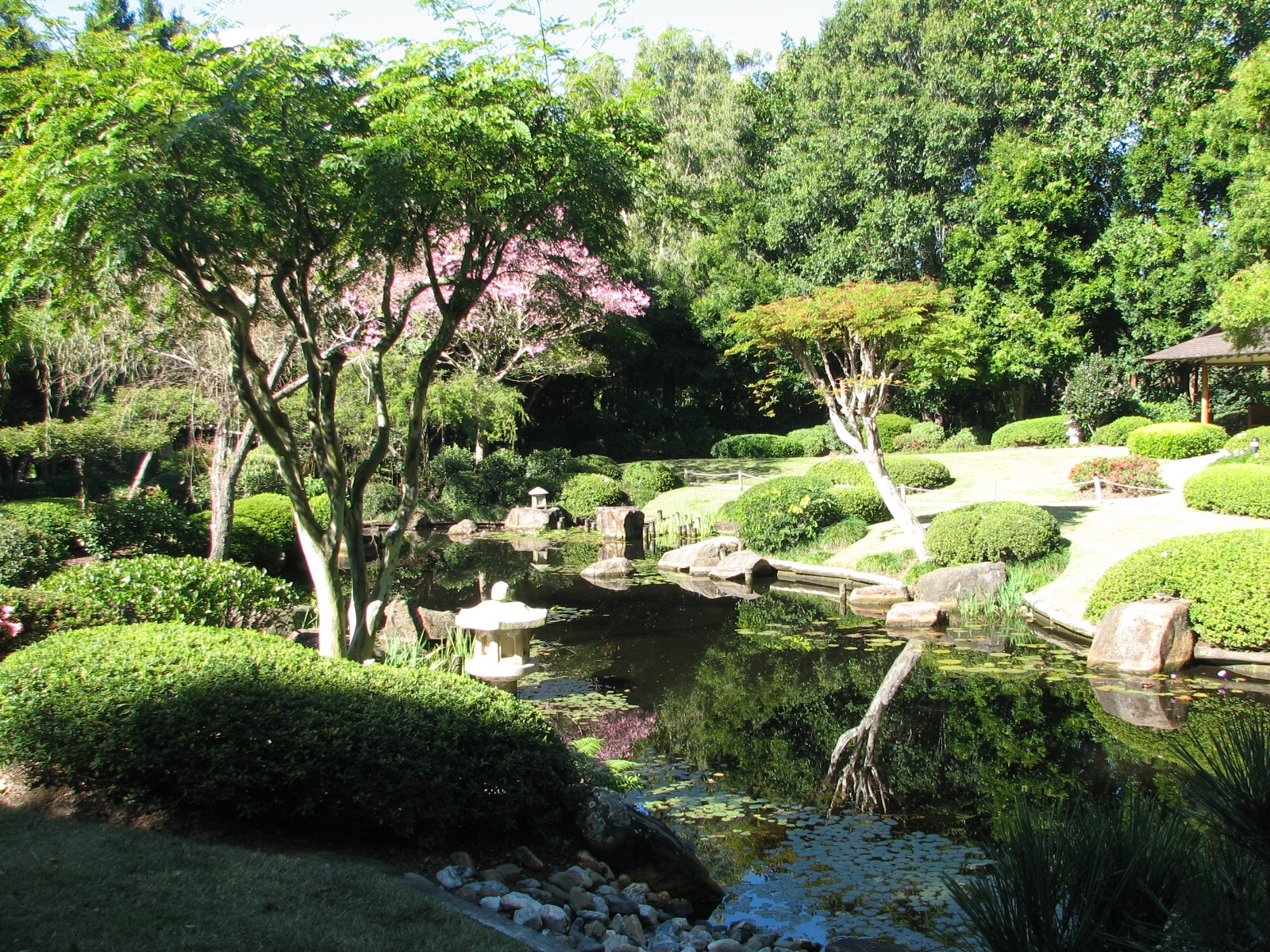
マウント・クーサ植物園の日本庭園

1974年のブリスベン洪水の際に、ブリスベンシティー植物園が水没したため、植物園の機能をマウント・クーサの山麓に移し作られた植物園である。
クーサ山の麓にブリスベン植物園があり、園内には熱帯性植物の音質や、トーマス・ブリスベン卿プラネタリウムがある。ブリスベン植物園は、マウント・クーサ植物園も呼ばれる。

### 遊歩道
マウント・クーサ周辺にはいくつかの遊歩道があり、そのうちの一つには現地のアボリジニに作られたアボリジニ・アートが展示されている。これらの遊歩道の難易度は様々であり、会談や急峻な斜面もある。マウント・クーサ周辺の遊歩道は、気候や地形が似ているとされるパプアニューギニアのココダ道を歩くためのトレーニングの場所としてもしばしば使われる。2005年11月20日に、マウント・クーサの遊歩道の一つであるカラワン遊歩道が、第二次世界大戦中のココダ道を行軍したオーストラリアの兵士に敬意を表し‘ココダ・トレイル’と名称が変更された。
第二次世界大戦中、この山はオーストラリア空軍およびアメリカ海軍の基地として使われていた。膨大な量の弾薬庫や、120000トン以上の爆発兵器の一時保管庫として利用された。夜間には、敵機の目を避けるために展望台付近はサーチライトで満たされた。

### マウンテンバイク道
マウント・クーサ森林公園やギャップ・クリーク保護区の西部はブリスベンのマウンテンバイク乗りに知られた場所でもある。ブリスベン市により、世界に通用するマウンテンバイク用の道路が整備され、オフロード・サイクリストに対し、レクリエーションの場を提供している。これらのマウント・クーサのマウンテンバイク道は国際マウンテンバイク協会の難易度等級付けシステムにより、等級が割り当てられている。マウント・クーサの多目的道はマウンテンバイク乗りへ難易度の低いコースも提供しているが、一方で、勾配が多くある。多目的道は馬や歩行者、サイクリストなどに利用される。また毎年、オリエンテーリングが行われる。

## テレビ塔およびラジオ塔
クーサ山の山頂付近には、ブリスベンの放送局であるSBS、ABC、Ten、Nine(QTQ-9)、 Seven (BTQ-7)などのテレビ放送塔がある。ザ・ギャップの一部にテレビ等の一部が位置する。また多くのブリスベンのラジオ局もまたクーサ山から放送している。

## 交通
クーサ山およびマウント・クーサにはトランスリンクによって運営されている公共バス（ルート471）、もしくはブリスベン市によって運営されている観光バスにより行くことができる。展望台付近の駐車場は限られている。